# Ausbruch (Wein)

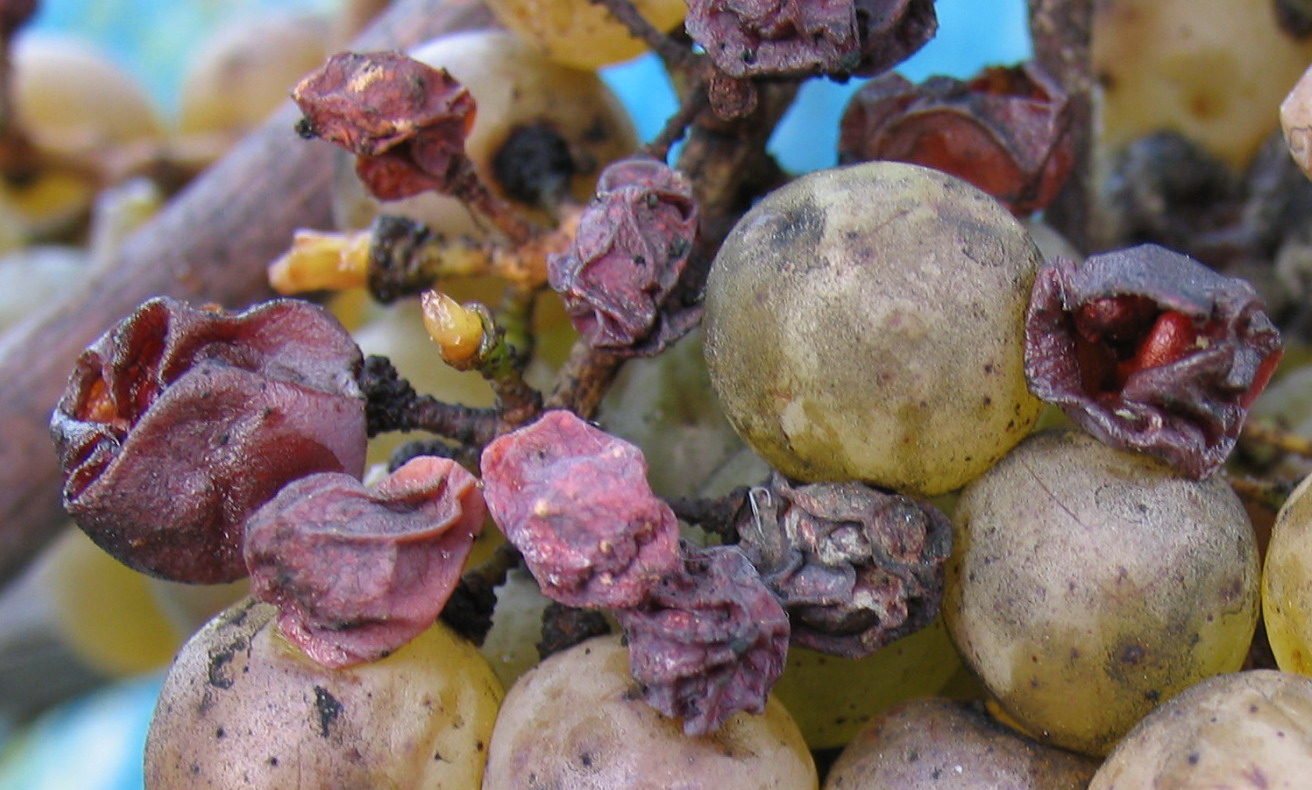
Fortgeschrittenes Stadium der Botrytis cinerea: Je Stärker die natürliche Schrumpfung ist, desto konzentrierter sind die nichtwässrigen Inhaltsstoffe der Beeren. Grundlage für Ausbruchweine mit hohen Mostgewichten.

Der Ausbruch ist ein hochwertiger Süßwein aus Österreich (→ Weinbau in Österreich). Der Begriff bezeichnet nach dem österreichischen Weingesetz einen Prädikatswein, der aus ausschließlich edelfaulen Beeren stammt (d. h. aus ausgebrochenen, überreifen, teils aufgeplatzten Beeren) und dessen Most mindestens ein Mostgewicht von 30° KMW – das sind 156° Oechsle – aufweist. Seit 2016 ist die Bezeichnung Ausbruch auf das Gebiet der Freistadt Rust beschränkt.
Der Ausbruch ist häufig im Burgenland vertreten. Bekannt ist zum Beispiel der Ruster Ausbruch, der vom Cercle Ruster Ausbruch für seine Mitglieder mit einem Mindestmostgewicht von 30° KMW festgelegt wurde. Für den Ausbruch werden meist die Rebsorten Welschriesling, Chardonnay, Weißburgunder und Traminer verwendet. Seit Oktober 2020 ist der Ruster Ausbruch als „Ruster Ausbruch DAC“ durch das österreichische DAC-System herkunftsgeschützt.
Auch in benachbarten Regionen in Ungarn ist der Ausbruch als Qualitätsstufe häufig anzutreffen, zum Beispiel der Kompolter Ausbruch. Auch Tokajer wie Tokaji Aszú, Tokaji Aszúeszencia und Tokaji Eszencia sind Ausbruchweine.